# 格洛斯特水路博物馆
格洛斯特水路博物馆（Gloucester Waterways Museum）是英格兰格洛斯特的一座博物馆，设于格洛斯特-夏普尼斯运河与塞文河沿河船塢的维多利亚时代仓库中。

## 历史
格洛斯特水路博物馆成立于1988年，原名“全国水路博物馆”（National Waterways Museum, Gloucester），专注于英国运河的历史。博物馆在2007年至2008年之间进行了扩建。2010年夏天更名为格洛斯特水路博物馆，专注于当地。这意味着博物馆可以申请与国家博物馆类型不同的资助。
格洛斯特水路博物馆收藏有各种内河船只，如驳船、拖船、挖泥船等，还有修理厂的起重机、机器车间、熔炉、称重桥，以及液压蓄能器。博物馆采用现代互动技术和动手展品，包括运河模型。

## 建筑
格洛斯特水路博物馆兰托尼仓库的一部分，建于1873年，属于当地的谷物商 Wait, James & Co.。这是一座六层红砖建筑， 用于储存木材、谷物和酒精。 1971年12月14日，该建筑列为II级登录建筑。1987年改建为全国水路博物馆。